# Hungaria Sport Club
L'Hungaria Sport Club, meglio conosciuto come Toronto Hungaria, è stata una squadra canadese di calcio con sede a Toronto (Ontario). 

## Storia
L'Hungaria Sport Club venne fondato nel 1949 ed inizialmente iscritto nei locali campionati della città di Toronto.
Dalla stagione 1952 si iscrisse alla National Soccer League. Nella stagione 1973, dopo aver raggiunto il quarto posto in campionato, si aggiudicò i play-off per il titolo, battendo in finale il Toronto Croatia. A causa di difficoltà finanziarie la squadra abbandonò la NSL dopo il campionato 1975, rimanendo attiva solo a livello amatoriale.

## Palmarès
- NSL: 1

1973